# Нижний Цасучей
Ни́жний Цасуче́й — село, административный центр Ононского района Забайкальского края и сельского поселения «Нижнецасучейское». Расположен в исторической долине Делюн-Болдок на границе Цасучейского бора.

## Этимология
Название Нижний Цасучей имеет монгольское происхождение, где монг. цасучей — «снежная равнина».

## География
Село расположено на правом берегу реки Онон, в 245 километрах к юго-востоку от Читы, в 70 км от железнодорожной станции Бырка.

## История
Основано как пограничный караул в 1727 году. К 1923 году действовали: трёхклассная церковно-приходская школа, ветеринарный пункт, келья для монахинь, пекарня, конюшня (позднее — конеферма). В 1927 году создана комсомольская ячейка, избы-читальни, ликбезы. В 1922—1925 годах Нижний Цасучей и Верхний Цасучей организовали коммуну «Путь Коммунизма», позже артели «Февраль» и «Онон». До 1990-х годов функционировал аэропорт.

## Наше время

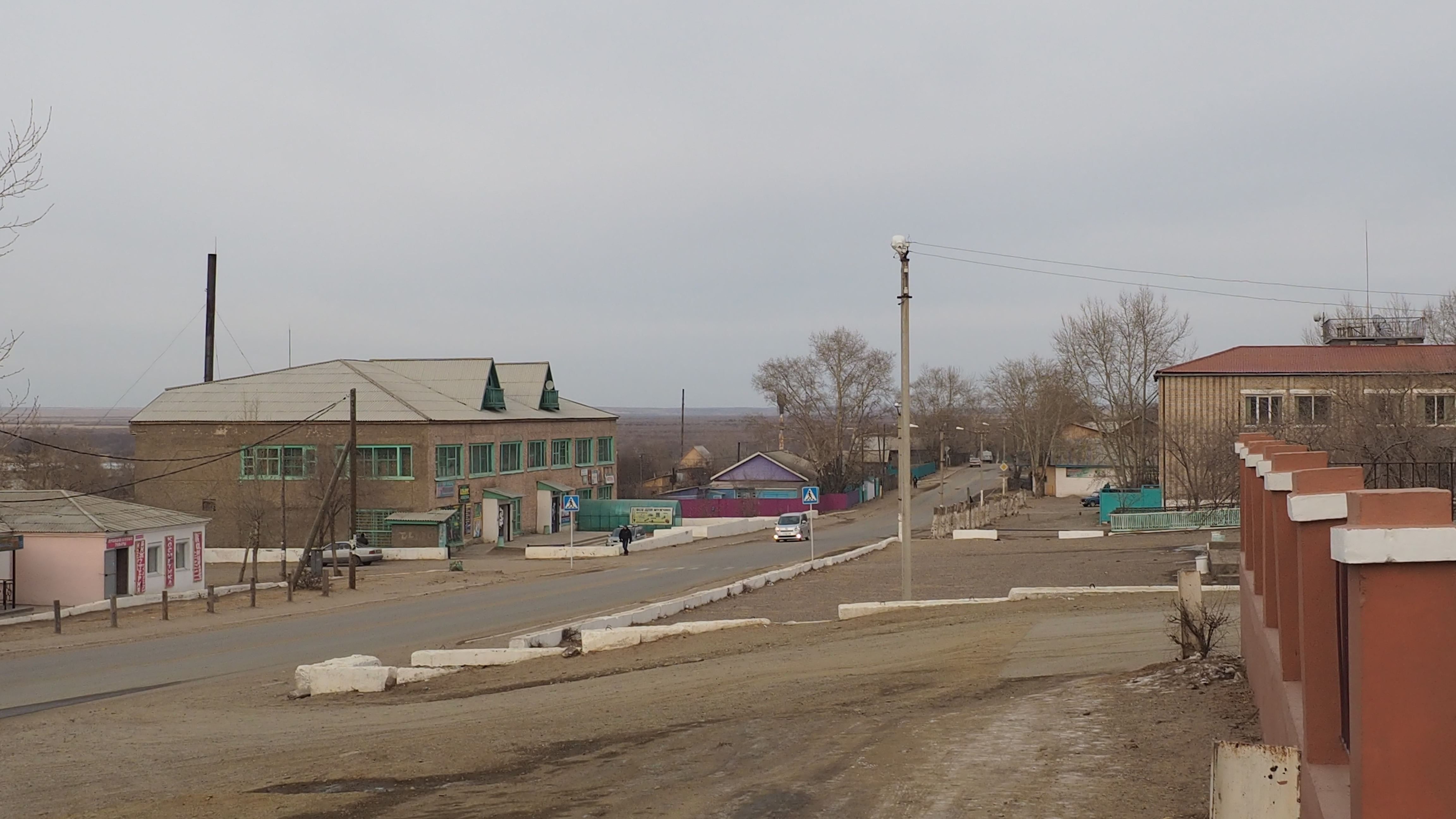
Центр села с магазинами (2015)

Действуют МУП «Коммунальник», лесхоз, межхоз, мелиоводстрой, дирекция Даурского заповедника, ветлечебница, СЭС; имеются — средняя и вечерняя школы, детсад, Дом детского творчества, школа искусства, спортшкола, оздоровительный лагерь «Звёздный», детские ясли, районный ДК, стадион, МУП «Силуэт», киносеть, Ононский историко-краеведческий музей, детская и взрослая библиотеки, центральная районная больница, Физкультурно Оздоровительный Комплекс (ФОК), аптека, расположена редакция еженедельной районной газеты «Ононская Заря», Мемориал трудовой и боевой славы.

## Население
| 1959  | 1970  | 1979  | 1989  | 2002  | 2010  | 2012  |
| ----- | ----- | ----- | ----- | ----- | ----- | ----- |
| 1445  | ↗1983 | ↗2889 | ↗3452 | ↘3427 | ↘3363 | ↘3316 |
| 2013  | 2014  | 2015  | 2016  | 2017  | 2018  | 2019  |
| ↘3273 | ↘3226 | →3226 | ↘3218 | ↘3188 | ↘3176 | ↘3112 |
| 2020  | 2021  |       |       |       |       |       |
| ↘3045 | ↘3022 |       |       |       |       |       |

## Известные уроженцы
- Иван Андреевич Пляскин — участник второй мировой войны.